# Кёнгидо
Кёнгидо́ (кор. 경기도 [kjʌŋ.ɡi.do]) — самая густонаселенная провинция в Республике Корея. Административный центр — город Сувон (население около 1,2 млн человек).
Сеул — крупнейший город страны и её столица, — расположен в центре провинции, но не входит в неё, являясь городом с особым статусом.

## География
Кёнгидо расположена на северо-западе Южной Кореи. На востоке граничит с провинцией Канвондо, на юге с провинциями Чхунчхон-Пукто и Чхунчхон-Намдо, на западе с Инчхоном и Жёлтым морем. Провинция полностью окружает Сеул. На севере провинция граничит с КНДР.
Во времена династии Чосон одно из названий провинции было Киджон.

## История
Кёнгидо была одной из восьми провинций Кореи во времена династии Чосон. Статус провинции территория получила в 1413 году. Название Кёнгидо обозначает площадь внутри двухсоткилометровой (500-ли) зоны вокруг королевской столицы (кён; 경; 京) Хансон (современный Сеул). Хансон был столицей как Кёнгидо, так и всей Кореи.
В 1896 году система разделения на 13 провинций была восстановлена, и Кёнгидо были возвращены её прежние границы. Столица провинции переехала в Сувон, где она остается и по сей день.
В конце колониального периода в 1945 году Кёнгидо была поделена на зоны оккупации США и СССР. Граница между американской зоной на юге и советской зоной на севере проходила по 38-й параллели. Южная часть провинции Хванхэдо, также поделённая 38-й параллелью, вошла в состав Кёнгидо.
В 1946 году Сеул приобрел статус города центрального подчинения со статусом провинции. В том же году северная часть Кёнгидо вошла в состав северокорейской провинции Канвондо. В 1948 году Кёнгидо стала частью нового независимого государства Республика Корея.
В 1951 году территория вокруг Кесона отошла под контроль Северной Кореи и после войны в Корее в 1953 году стала её частью. Также в 1953 году значительная часть Кёнгидо, ранее бывшая частью провинции Хванхэдо, была возвращена в состав этой провинции. В 1981 город Инчхон отделился от провинции, став отдельной административной единицей с провинциальным статусом (городом прямого подчинения, кванёкси).

## Административное деление
Кёнгидо поделена на 28 городов («си») и 3 уезда («гун»). Город Кэсон и 2 уезда находятся под контролем КНДР; они указаны курсивом. Далее дан их полный список с названиями на хангыле и ханчче.

### Города
- Ансан (안산시, 安山市)
- Ансон (안성시, 安城市)
- Анян (안양시, 安養市)
- Ичхон (이천시, 利川市)
- Йонъин (용인시, 龍仁市)
- Кванджу (광주시, 廣州市) — не путать с городом прямого подчинения Кванджу
- Кванмён (광명시, 光明市)
- Квачхон (과천시, 果川市)
- Кимпхо (김포시, 金浦市)
- Коян (고양시, 高陽市)
- Кунпхо (군포시, 軍浦市)
- Кури (구리시, 九里市)
- Кэсон (개성시, 開城市) — полностью неподконтролен
- Намъянджу (남양주시, 南楊州市)
- Осан (오산시, 烏山市)
- Пучхон (부천시, 富川市)
- Пхаджу (파주시, 坡州市)
- Пхёнтхэк (평택시, 平澤市)
- Пхочхон (포천시, 抱川市)
- Сихын (시흥시, 始興市)
- Соннам (성남시, 城南市)
- Сувон (수원시, 水原市) — столица
- Тондучхон (동두천시, 東豆川市)
- Ханам (하남시, 河南市)
- Хвасон (화성시, 華城市)
- Ыйван (의왕시, 儀旺市)
- Ыйджонбу (의정부시, 議政府市)
- Янджу (양주시, 楊州市)
- Йоджу (여주시, 驪州市)

### Уезды
- Йончхон (연천군, 漣川郡)
- Капхён (가평군, 加平郡)
- Кэпхун (개풍군, 開豐郡) — полностью неподконтролен
- Чандан (장단군, 長湍郡) — большая часть неподконтрольна
- Янгпхён (양평군, 揚平郡)

## Экономика
В провинции хорошо развита промышленность в ущерб сельскому хозяйству. Основные отрасли — кораблестроение, металлургия и производство электроники. Хорошо развито рыболовство. В искусственном заливе Сихва находится Сихвинская приливная электростанция.

## Международные связи
Инчхон — главные морские ворота Сеула. Здесь также расположен международный аэропорт.
Перед тем, как в 2001 году открылся инчхонский аэропорт, через аэропорт Кимпхо осуществлялся весь международный авиатрафик Сеула. Сейчас аэропорт Кимхо является внутренним аэропортом. Но также осуществляются полеты в ближнее зарубежье.